# Chinesischer Storaxbaum
Der Chinesische Storaxbaum (Styrax hemsleyanus) ist ein kleiner Baum mit weißen Blüten aus der Familie der Storaxbaumgewächse (Styracaceae). Das natürliche Verbreitungsgebiet der Art liegt in China. Sie wird selten kultiviert.

## Beschreibung
Der Chinesische Storaxbaum ist ein 5 bis 12 Meter hoher Baum mit einem Stamm von bis zu 12 Zentimeter Brusthöhendurchmesser und dunkelbrauner Rinde. Junge Triebe sind sternhaarig und verkahlen später. Die Blätter stehen wechselständig, an der Basis der Zweige beinahe wechselständig. Sie haben einen 0,7 bis 1,5 Zentimeter langen Stiel. Die Blattspreite ist papierartig, 8 bis 12 Zentimeter lang und 4 bis 6 Zentimeter breit, länglich bis länglich-eiförmig, spitz oder lang zugespitzt mit etwas geschwungener Spitze, mit schiefer, beinahe abgerundeter bis breit keilförmiger Basis und gesägtem bis beinahe ganzrandigem Blattrand. Es werden sieben bis zehn sekundäre Nervenpaare gebildet, die tertiären Blattadern sind netzartig angeordnet. Beide Blattseiten sind rau, an den Blattadern spärlich mit graubraunen Sternhaaren bedeckt und im getrockneten Zustand graugrün bis dunkelgrün.
Die Blütenstände sind 9 bis 15 Zentimeter lange, behaarte und endständige Trauben aus acht bis zehn Blüten. Der Blütenstiel ist 2 bis 4 Millimeter lang und leicht gebogen. Die Blüten haben Durchmesser von 1,8 bis 2,7 Zentimetern. Der Blütenkelch ist glockig, 4 bis 8 Millimeter lang und 3 bis 6 Millimeter breit. Die fünf Kelchzähne sind pfriemlich bis dreieckig, ungleich lang mit Längen von 2 bis 3 Millimetern und mit drüsig gepunkteten Spitzen. Die Zipfel der Blütenkrone sind oval bis oval-verkehrt-eiförmig, spitz und etwa 1,5 Zentimeter lang und 0,5 Zentimeter breit. Die Staubblätter sind kürzer als die Blütenkrone, die Staubfäden sind spärlich mit zottigen, weißen Sternhaaren bedeckt. Die Früchte sind rundlich bis eiförmig, mit spitzem Ende, 8 bis 13 Millimeter lang, mit Durchmesser von 10 bis 15 Millimetern, runzelig und dicht filzig mit gelbbraunen bis graugelben Sternhaaren bedeckt. Die je Frucht ein bis zwei Samen sind braun, glatt oder leicht runzelig und kahl. Der Chinesische Storaxbaum blüht von Mai bis Juni, die Früchte reifen von Juli bis September.

## Vorkommen und Standortansprüche
Das natürliche Verbreitungsgebiet liegt in China im Südosten der Provinz Gansu, im Nordosten von Guizhou, im Westen von Henan und Hubei, im Nordwesten von Hunan, im Süden von Shaanxi und Shanxi, in Sichuan und im Nordosten von Yunnan. Der Chinesische Storaxbaum wächst auf Berghängen und in Waldrändern in 300 bis 900 Metern Höhe auf frischen, schwach sauren bis schwach alkalischen, sandig-lehmigen bis lehmigen, nährstoffreichen Böden an licht- bis halbschattigen Standorten. Die Art ist wärmeliebend und mäßig frosthart.

## Systematik
Der Chinesische Storaxbaum (Styrax hemsleyanus) ist eine Art aus der Gattung der Storaxbäume (Styrax), eine Gattung in der Familie der Storaxbaumgewächse (Styracaceae). Die Art wurde im Jahr 1900 von Friedrich Ludwig Diels erstmals wissenschaftlich gültig beschrieben. Der Gattungsname Styrax stammt aus dem Lateinischen und bezeichnete schon bei den Römern den Storaxbaum. Das Artepitheton hemsleyanus verweist auf den englischen Botaniker William Botting Hemsley.

## Verwendung
Der Chinesische Storaxbaum wird manchmal wegen der dekorativen Blüten als Zierstrauch kultiviert.

## Nachweise